# Physalis ampla
Physalis ampla är en potatisväxtart som beskrevs av Umaldy Theodore Waterfall. Physalis ampla ingår i släktet lyktörter, och familjen potatisväxter. Inga underarter finns listade i Catalogue of Life.